# John Field (Bassist)
John L. Field (* 1913 in  Mattapan, Massachusetts; † 22. November 1989 in Miami) war ein US-amerikanischer Jazzmusiker (Kontrabass).
Field war am Bass Autodidakt und arbeitete im Hauptberuf als Taxifahrer; er spielte in den späten 1940er- und frühen 1950er-Jahren in Boston mit Max Kaminsky & Pee Wee Russell, Edmond Hall’s All-Stars, George Wein’s Storyville Band, Rex Stewart and His Dixieland Jazz Band, Wild Bill Davison and His Band sowie mit Walt Gifford’s New Yorkers (u. a. mit Bobby Hackett). 1951 trat er als Begleitmusiker von Lee Wiley im Bostoner Storyville Club auf; mit Buster Harding (Piano) und Marquis Foster begleitete er im selben Jahr Billie Holiday. 1952 gastierte er mit der Sängerin und Duke Ellington in der New Yorker Carnegie Hall. Im Bereich des Jazz war er zwischen 1945 und 1954 an 53 Aufnahmesessions beteiligt, zuletzt mit Ruby Braff (Jazz at the Boston Arts Festiva).